# Helichrysum humbertii
Helichrysum humbertii là một loài thực vật có hoa trong họ Cúc. Loài này được Sillans mô tả khoa học đầu tiên năm 1952.